# Utricularia grampiana
Utricularia grampiana — вид рослин із родини пухирникових (Lentibulariaceae).

## Біоморфологічна характеристика
Має невеликі пурпурні суцвіття зі злегка розгорнутим і невеликим нижнім віночком. У середині віночка є два помітні жовті виступи, які значно нависають над спідницею пелюстки. Область, що оточує жовтий колір, як правило, має темний відтінок пурпурного.

## Середовище проживання
Цей вид є ендеміком Австралії, де він обмежений національним парком Грампіанс і горою Лангі Гіран.
Цей вид росте на мохових килимах поверх каменів. Це, ймовірно, однорічне, відмирає, коли види моху висихають влітку; на висотах від 400 до 1100.

## Використання
Цей вид культивується невеликою кількістю ентузіастів роду, комерційна торгівля незначна.